# Бродий, Андрей Иванович
Андрей Иванович Бродий (укр. Андрій Іванович Бродій, 2 июля 1895, с. Кивьяжд — 7 декабря 1946, Ужгород) — карпаторусский учитель, журналист и политический деятель. Последователь Русского движения в Подкарпатской Руси.

## Биография
Родился в селе Кивьяжд, в богатой крестьянской семье, его отец работал в США. В 1914 году окончил учительскую семинарию в Ужгороде и начал работать учителем.
Во время Первой мировой войны был призван в австрийскую армию, воевал, был ранен.
Был сторонником ориентации на Венгрию, работал под псевдонимом «Берталон» среди русинов в Закарпатье. Один из основателей Автономного земледельческого союза, который он возглавлял в 1933—1944 годах. В 1933—1938 годах представлял эту партию в парламенте Чехословакии, где активно выступал за предоставление Закарпатью автономии.
С 11 октября по 26 октября 1938 года — первый премьер-министр автономной Подкарпатской Руси. Арестован чехословацкими властями за шпионаж в пользу Венгрии. В ходе обыска в квартире Бродия были обнаружены крупная сумма венгерской валюты и письмо с обещанием официального Будапешта предоставить ему титул барона после возвращения Подкарпатья в состав Венгрии. После смещения Бродия главой правительства Подкарпатской Руси стал греко-католический священник и один из лидеров местных украинофилов Августин Волошин.
Сразу после ареста Бродий начал голодовку в знак протеста против содержания его в тюрьме. 11 февраля 1939 его освободили и после встречи с президентом ЧСР Эмилем Гахой направили на лечение в Татры, откуда он бежал в Венгрию.
После оккупации в марте 1939 г. всего Закарпатья Венгрией Бродий вернулся в Ужгород. В мае его вместе с некоторыми другими деятелями АЗС ввели (без выборов) в нижнюю палату венгерского парламента, где до 1944 г. он возглавлял группу закарпатских депутатов, требуя автономных прав для своего края. Свои автономистские идеи пропагандировал в газетах «Русская правда» (1939—1940) и «Русское слово» (1940—1944), издававшихся им в Закарпатье. Но за период Второй мировой войны он существенно изменил своё отношение к Венгрии: от восторга до разочарования. Во время Словацкого национального восстания осенью 1944 Бродий безуспешно пытался установить контакты с советскими и британскими спецслужбами. Когда советские войска начали взятие Закарпатья, отказался эмигрировать в США, хотя депутатов парламента Венгрии ожидал самолёт.
29 ноября 1945 был арестован НКВД. В мае 1946 года был приговорён советским судом к смертной казни за сотрудничество с правительством Миклоша Хорти. Расстрелян по разным данным 11 июня или 7 декабря 1946 года. На основании ст. 1 Закона Украинской ССР «О реабилитации жертв политических репрессий на Украине» от 17 апреля 1991 реабилитирован за отсутствием состава преступления.